# Ritze (Salzwedel)
Ritze gehört zur Ortschaft Chüden und ist ein Ortsteil der Hansestadt Salzwedel im Altmarkkreis Salzwedel in Sachsen-Anhalt.

## Geographie
Das altmärkische Dorf Ritze, zusammengesetzt aus Rundling und Straßendorf mit Kirche, liegt vier Kilometer östlich von Salzwedel.

## Geschichte

### Mittelalter bis Neuzeit

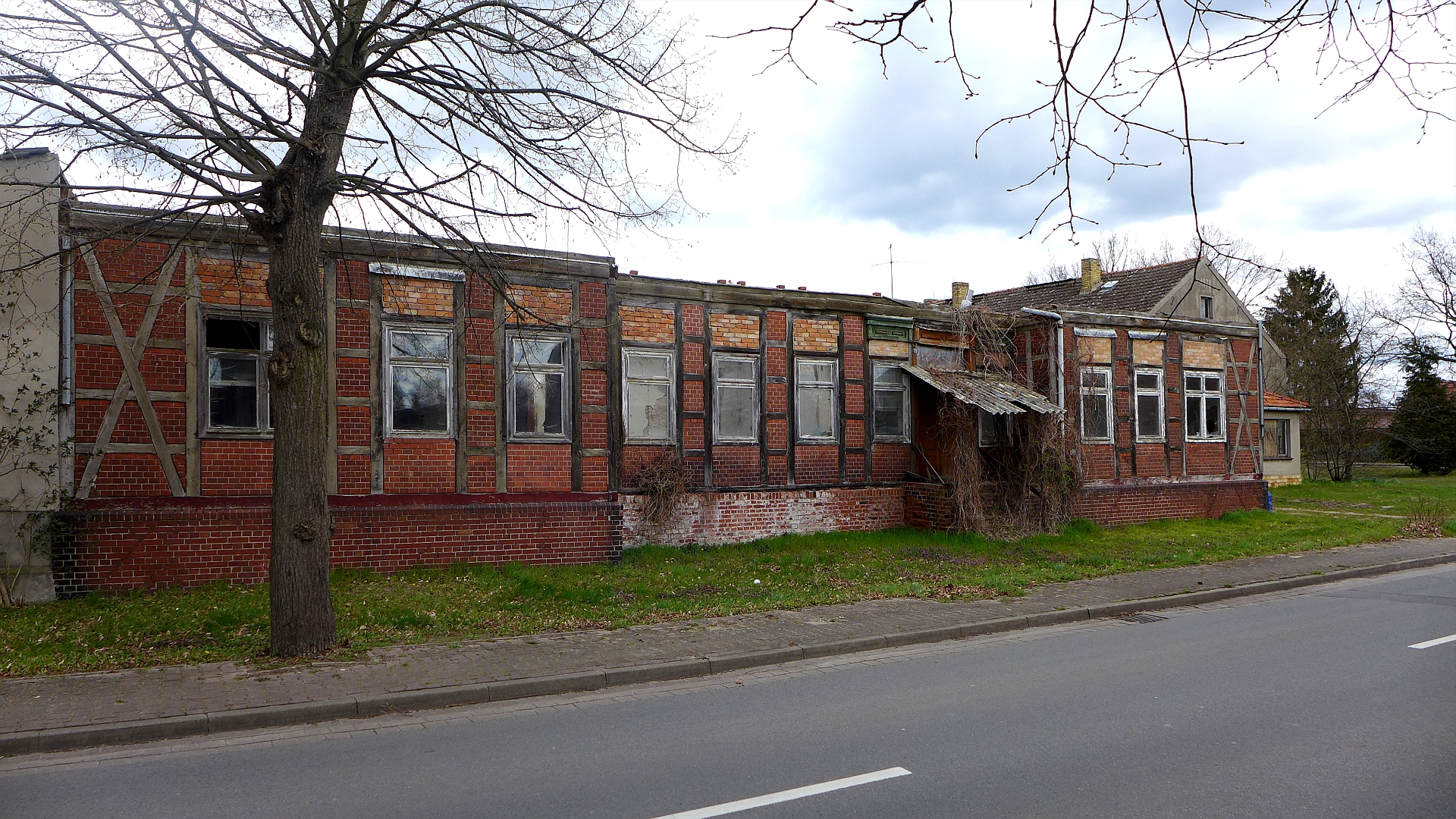
Ruine in Ritze

Das Dorf Ritze wird im Jahre 1320 erstmals urkundlich genannt als villa Ritze, als die von Bartensleben einen Hof mit vier Hufen Land, zur Dotation eines Altars in der Katharinenkirche Salzwedel verkauften. Im Jahre 1332 wird ein Hynrico de Rytzen in Salzwedel genannt. 1367 heißt es villas slauicales chuden et Ricze, also die slawischen Dörfer Chüden und Ritze. Im Landbuch der Mark Brandenburg von 1375 wird der Ort als Ridtze aufgeführt, die Bürger in der Altstadt Salzwedel und der Neustadt Salzwedel hatten Besitz im Dorf. Weitere Nennungen sind 1541 Ritzow und 1687 Ritze.

### Herkunft des Ortsnamens
Jürgen Udolph und Aleksander Brückner führen den Ortsnamen Ritze auf den slawischen Flurnamen „Reka“ zurück, zu übersetzen mit „kleiner Fluss“.

### Erste Erwähnung 1313
Der Historiker Peter P. Rohrlach weist darauf hin, dass die von Wilhelm Zahn für Ritze genannte Ersterwähnung 1313 recisse (?) korrekt Recizze heißt und es sich dabei um das heutige Reetze bei Lüchow im Wendland handelt.

### Eingemeindungen
Ursprünglich gehörte das Dorf zum Arendseeischen Kreis der Mark Brandenburg in der Altmark. Zwischen 1807 und 1813 lag es im Landkanton Salzwedel auf dem Territorium des napoleonischen Königreichs Westphalen. Ab 1816 gehörte die Gemeinde zum Kreis Salzwedel, dem späteren Landkreis Salzwedel.
Am 20. Juli 1950 wurde die Gemeinde Klein Chüden aus dem Landkreis Salzwedel nach Ritze eingemeindet. Am 25. Juli 1952 wurde Ritze in den Kreis Salzwedel umgegliedert. Am 1. Dezember 1972 erfolgte die Eingemeindung der Gemeinde Ritze in die Gemeinde Chüden. Die Gemeinde Chüden war am gleichen Tag durch die Umbenennung von Groß Chüden in Chüden entstanden. Am 1. Januar 2010 wurde die Gemeinde Chüden nach Salzwedel eingemeindet. Dadurch kam Ritze als Ortsteil zu Salzwedel und gleichzeitig zur neu entstandenen Ortschaft Chüden.

### Einwohnerentwicklung
| Jahr | Einwohner |
| ---- | --------- |
| 1734 | 132       |
| 1774 | 129       |
| 1789 | 141       |
| 1798 | 151       |
| 1801 | 143       |
| 1818 | 135       |
| 1840 | 172       |
| 1864 | 219       |
| 1871 | 219       |

| Jahr | Einwohner |
| ---- | --------- |
| 1885 | 212       |
| 1892 | [0]227    |
| 1895 | 226       |
| 1900 | [0]239    |
| 1905 | 290       |
| 1910 | [0]295    |
| 1925 | 330       |
| 1939 | 318       |
| 1946 | 511       |

| Jahr | Einwohner |
| ---- | --------- |
| 1964 | 406       |
| 2010 | [00]230   |
| 2014 | [00]222   |
| 2015 | [00]223   |
| 2020 | [00]215   |
| 2021 | [00]212   |
| 2022 | [00]225   |
| 2023 | [0]205    |

Quelle, wenn nicht angegeben, bis 1964:

## Religion
Die evangelische Kirchengemeinde Ritze, die früher zur Pfarrei Groß Chüden gehörte, wird heute betreut vom Pfarrbereich Salzwedel-St. Georg im Kirchenkreis Salzwedel im Bischofssprengel Magdeburg der Evangelischen Kirche in Mitteldeutschland.
Die ältesten überlieferten Kirchenbücher für Ritze stammen aus dem Jahre 1643.
Die katholischen Christen gehören zur Pfarrei St. Laurentius in Salzwedel im Dekanat Stendal im Bistum Magdeburg.

## Kultur und Sehenswürdigkeiten
- Die evangelische Dorfkirche Ritze ist ein Feldsteinbau aus dem 13. Jahrhundert[20] mit einer Orgel.[16] Eine dendrochronologische Untersuchung einer Probe des Eichendachstuhls wurde auf das Jahr 1273 datiert.[6]
- Der Ortsfriedhof ist auf dem Kirchhof.
- In Ritze steht ein Ehrenmal für die Kriegstoten des Ersten Weltkrieges.[21]

### Gedenkstätte Ritzer Brücke

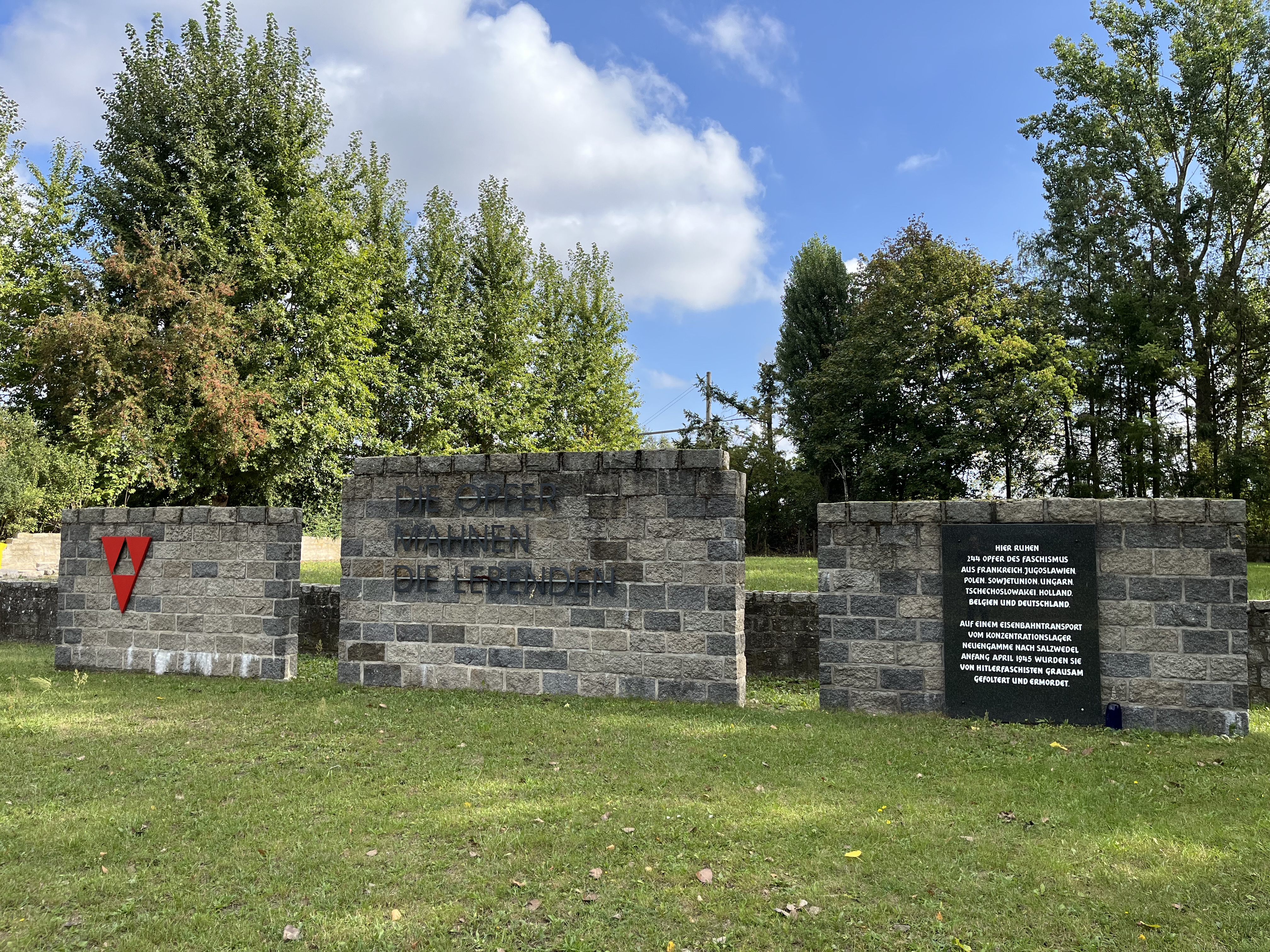
Gedenkstätte Ritzer Brücke

Ein Zug mit Häftlingen aus evakuierten Lagern im Harzraum blieb im April 1945 mehrere Tage im Bereich Salzwedel liegen. 244 KZ-Häftlinge starben aufgrund der unmenschlichen Bedingungen und der mangelnden Versorgung. Am 9. April 1945 wurden die Toten gleich neben den Bahngleisen der Linie Salzwedel – Stendal begraben, bevor der Zug mit Überlebenden seine Fahrt fortsetzte. Aus der schlichten Grabstätte entstand 1952/53 ein Gedächtnispark. Er wurde 1975 in eine Gedenkstätte umgestaltet und 1976 als Mahnmal für die Opfer des Faschismus in die Kreisdenkmalliste aufgenommen. Die Stadt Salzwedel hat die Gedenkstätte im Rahmen eines Gedenkstättenkonzepts in den Jahren 2002/03 nochmals umgestaltet. Drei Mauersegmente wurden umgesetzt und die Einfriedung verbreitert. Die Lage des Massengrabes konnte unter Betonplatten mit Hilfe alter Lagepläne eingemessen und neu markiert werden.

### Vereine
- Förderverein „Florian“ für die Freiwillige Feuerwehr Ritze e. V.